# Tourniquet (band)

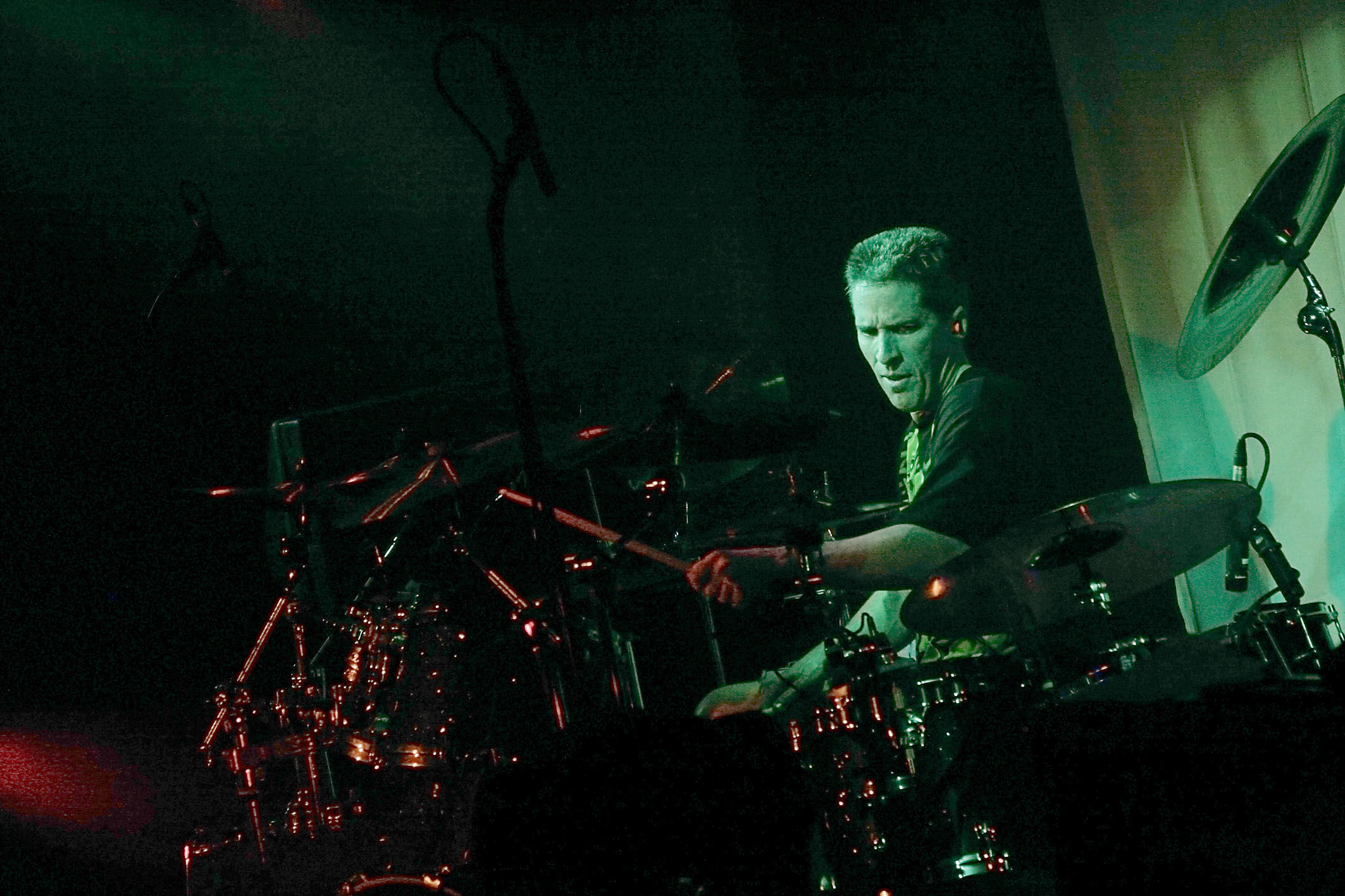
Ted Kirkpatrick met Tourniquet

Tourniquet was een christelijke thrashmetalband, die in 1989 werd opgericht in Los Angeles. 
De bandleider was Ted Kirkpatrick, eveneens medeoprichter, die daarvoor korte tijd in Trouble gespeeld had. De band speelt een progressieve, technische stijl van thrashmetal met elementen van doommetal en vooral in de beginjaren speedmetalinvloeden. Eind jaren negentig speelde hij een meer populaire, experimenterende stijl van hardrock en heavymetal, om in 2000 weer terug te keren naar thrashmetal. Tourniquet heeft getourd in zowel Amerika (continent), als in Europa en Azië. In Nederland stond de band diverse keren op het podium, waaronder het Flevo Festival.
De band maakt veel gebruik van beeldspraak in zijn liederen, met veel medische terminologie, hoewel de aanwezigheid van zulke metaforen erg wisselt per album. De teksten zijngeschreven uit een wat conservatief evangelisch perspectief. De bandleden trekken al sinds 1990 ten strijde tegen dierenmisbruik, zoals in het lied Ark of Suffering.
Luke Easter was de zanger van de band, totdat hij in 2015 de band verliet. Guy Ritter en Gary Lenaire waren medeoprichters en prominente leden in de bands vroege jaren. Zij speelden later in de minder bekende band Echo Hollow. Door de lage bezetting maakt de band veel gebruik van gastmuzikanten. Onder meer Marty Friedman (Megadeth), Bruce Franklin (Trouble) en Chris Poland (Megadeth). Les Carlsen van het op 31 juli 2022 opgeheven Bloodgood, bereidde zich in oktober 2018 voor op het Brainstormfestival in Apeldoorn. Hij nam als gastmuzikant een deel van de vocalen voor zijn rekening op 8 en 9 november 2018.
Ted Kirkpatrick en Aaron Guerra waren de twee laatst actieve bandleden. Kirkpatrick overleed op 19 augustus 2022 op 62-jarige leeftijd aan de gevolgen van idiopathische pulmonale fibrose.

## Geschiedenis
Guy Ritter, Ted Kirkpatrick en Gary Lenaire richtten Tourniquet op in 1989. Hun eerste album Stop the Bleeding brachten ze in 1990 uit. De band bracht ook een video uit voor het lied Ark of Suffering, die na korte tijd van MTV werd geweerd wegens schokkende beelden van dierenmishandeling. Ritters zangstijl werd veel vergeleken met die van King Diamond, zanger van Mercyful Fate. Binnen korte tijd bracht Tourniquet ook Psycho Surgery (1991) en Pathogenic Ocular Dissonance (1992), waarmee medische metaforen hun opmars maakten. Guy Ritter vertrok in 1993 uit de band en werd vervangen door Luke Easter. Lenaire verliet de band in 1996 en bracht met Ritter het album Diet of Worms (Rijksdag van Worms) onder de bandnaam Echo Hollow.
Vanaf midden jaren negentig begon Tourniquet meer te experimenteren met een toegankelijkere vorm van hardrock. Crawl to China uit 1997 wordt als kenmerkend voor deze stijl gezien.
Met Microscopic view of a Telescopic Realm (2000) keerde de band terug naar de technische trashmetalmuziek. Where Moth and Rust Destroy, uitgebracht in 2003, was ook in deze muziekstijl en was het eerste album met gastoptredens van Bruce Franklin en Marty Friedman. Beiden droegen ook bij aan Antiseptic Bloodbath en Onward to Freedom.

## Prijzen
Tourniquet heeft verscheidene prijzen en onderscheidingen ontvangen: 
- HM magazine's Favourite Band
- Twee CCM magazine #1 Rock Singles
- Verscheidene #1 Metal Singles
- Zes Dove Award nominaties

## Discografie

### Albums
- Stop the Bleeding (1990)
- Psycho Surgery (1991)
- Pathogenic Ocular Dissonance (1992)
- Intensive live series, volume 2 (ep, 1993)
- Vanishing Lessons (1994)
- Carry the wounded (1995)
- The collected works of Tourniquet (verzamel-cd, 1996)
- Crawl to China (1997)
- Acoustic Archives (akoestisch, 1998)
- Microscopic view of a Telescopic Realm (2000)
- Where Moth and Rust Destroy (2003)
- Antiseptic Bloodbath (2012)
- Onward to Freedom (2014; onder de naam "The Tourniquet Ark")
- Gazing At Medusa (2018)

### Heruitgaven
- Stop the bleeding (2001)
- Psychosurgery (2001)
- Pathogenic Ocular Dissonance (2001)
- Vanishing Lessons (2004)

## Bandleden
- Aaron Guerra, gitarist, zanger, songwriter

### Voormalige bandleden
- Steve Andino, bassist (2002–2008)
- Vince Dennis, bassist (1998)
- Luke Easter, zanger (1993-2015)
- Ted Kirkpatrick (medeoprichter), drummer, songwriter (1989–2022, wegens overlijden)
- Gary Lenaire, gitarist en zanger (1989–1996)
- Victor Macias, bassist (1990-1996)
- Guy Ritter, zanger (1989–1993)